# Fille en kimono blanc
Fille en kimono blanc est un tableau peint par George Hendrik Breitner en 1894. Il mesure 59 cm de haut sur 57 cm de large. Il est conservé au Rijksmuseum Amsterdam.

## Série des filles en kimono
Cette œuvre fait partie d'une série de plusieurs tableaux sur le même sujet, caractéristiques du japonisme alors en vogue en Europe :

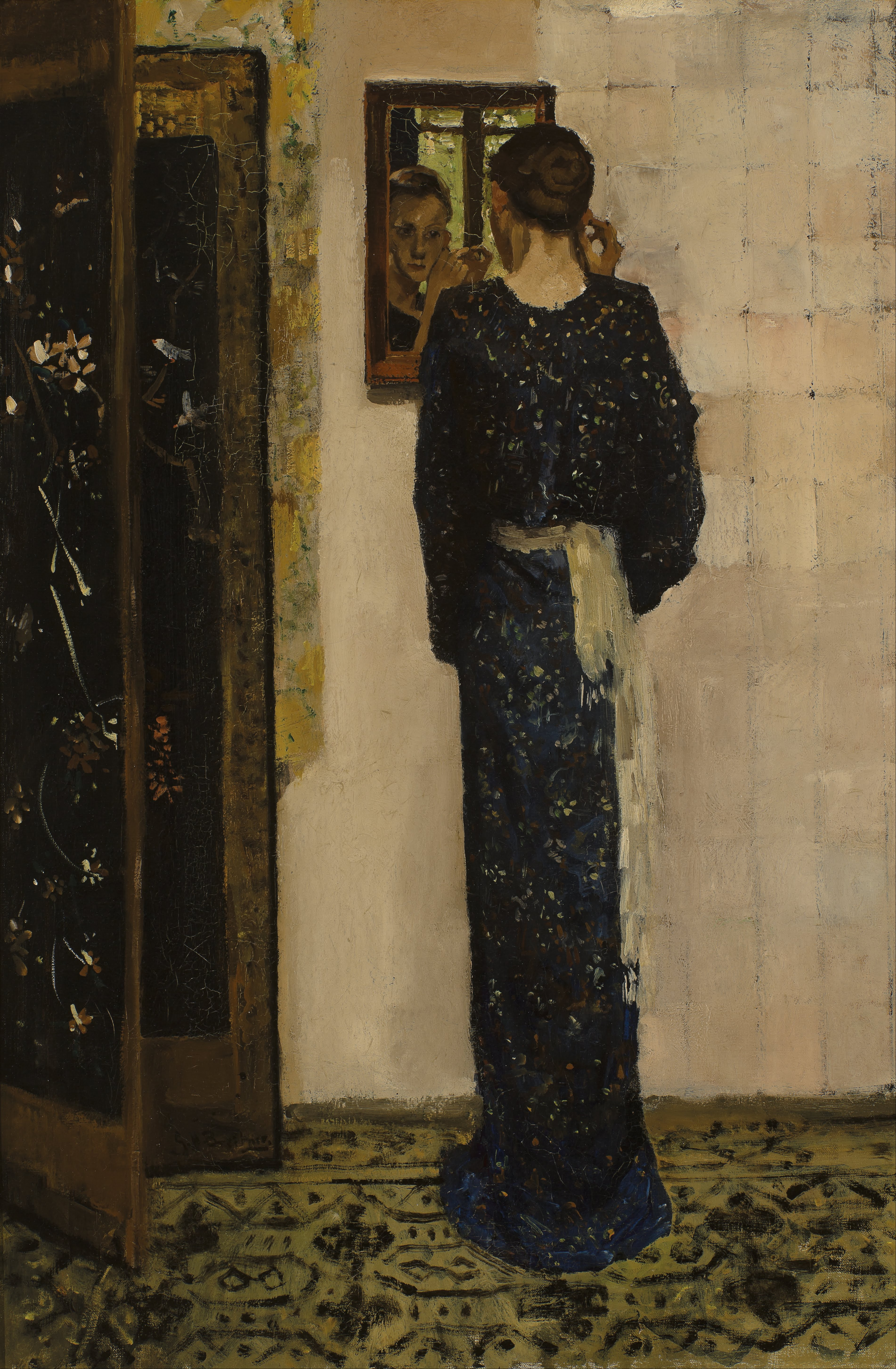
La boucle d'oreille, 1893,
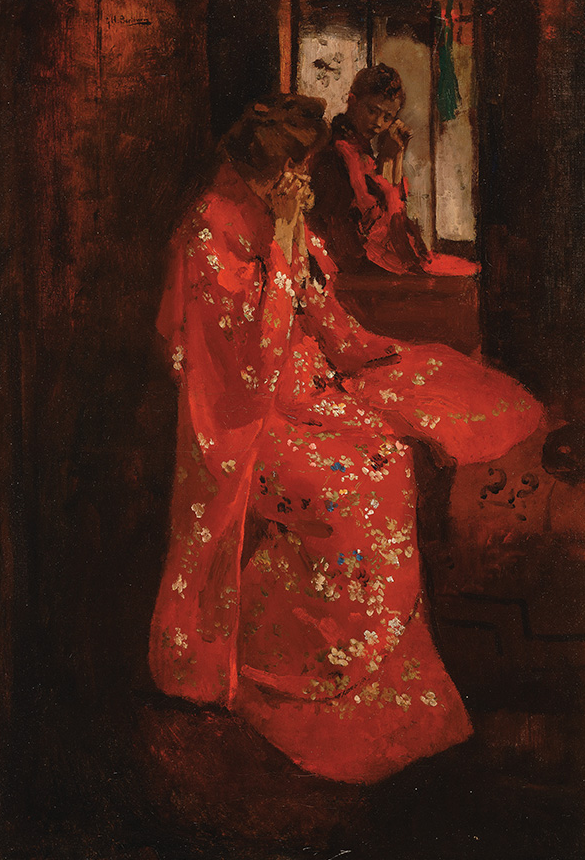
Fille en kimono rouge au miroir
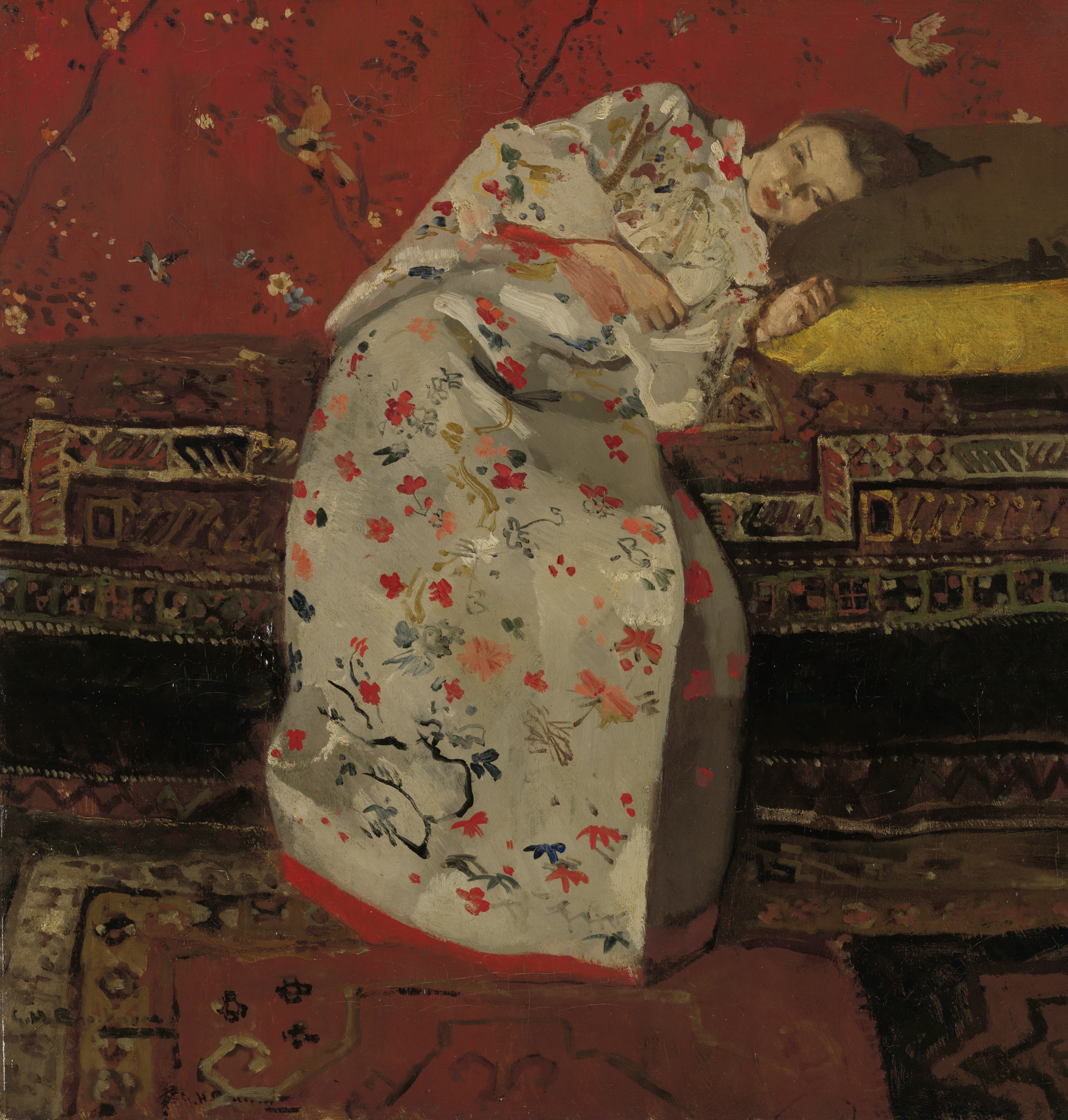
Fille en kimono blanc, Rijksmuseum, 1894
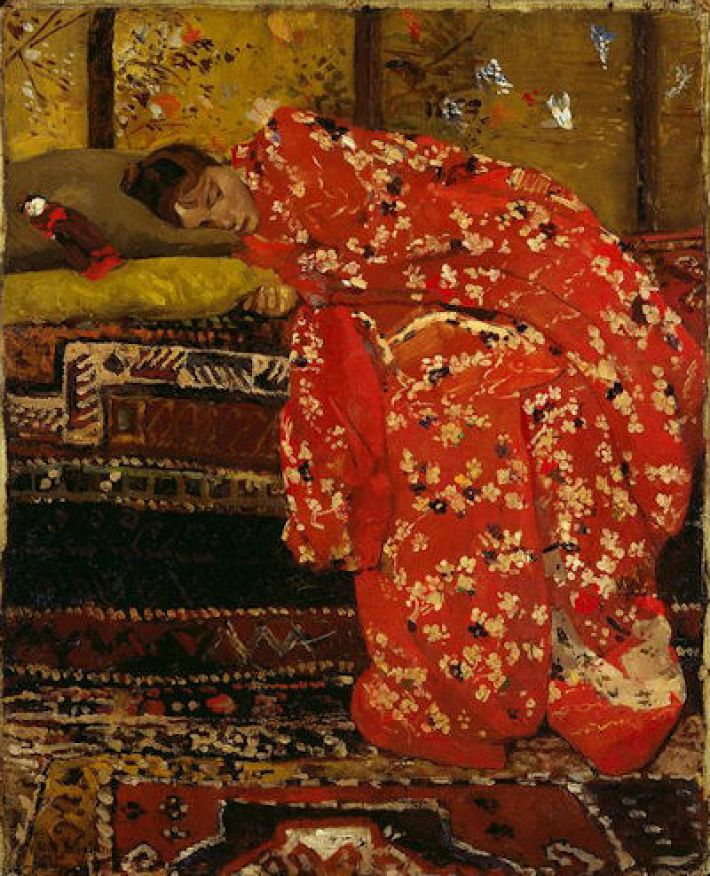
Fille en kimono rouge

Breitner utilise ses propres photographies de son modèle Geesje Kwak :

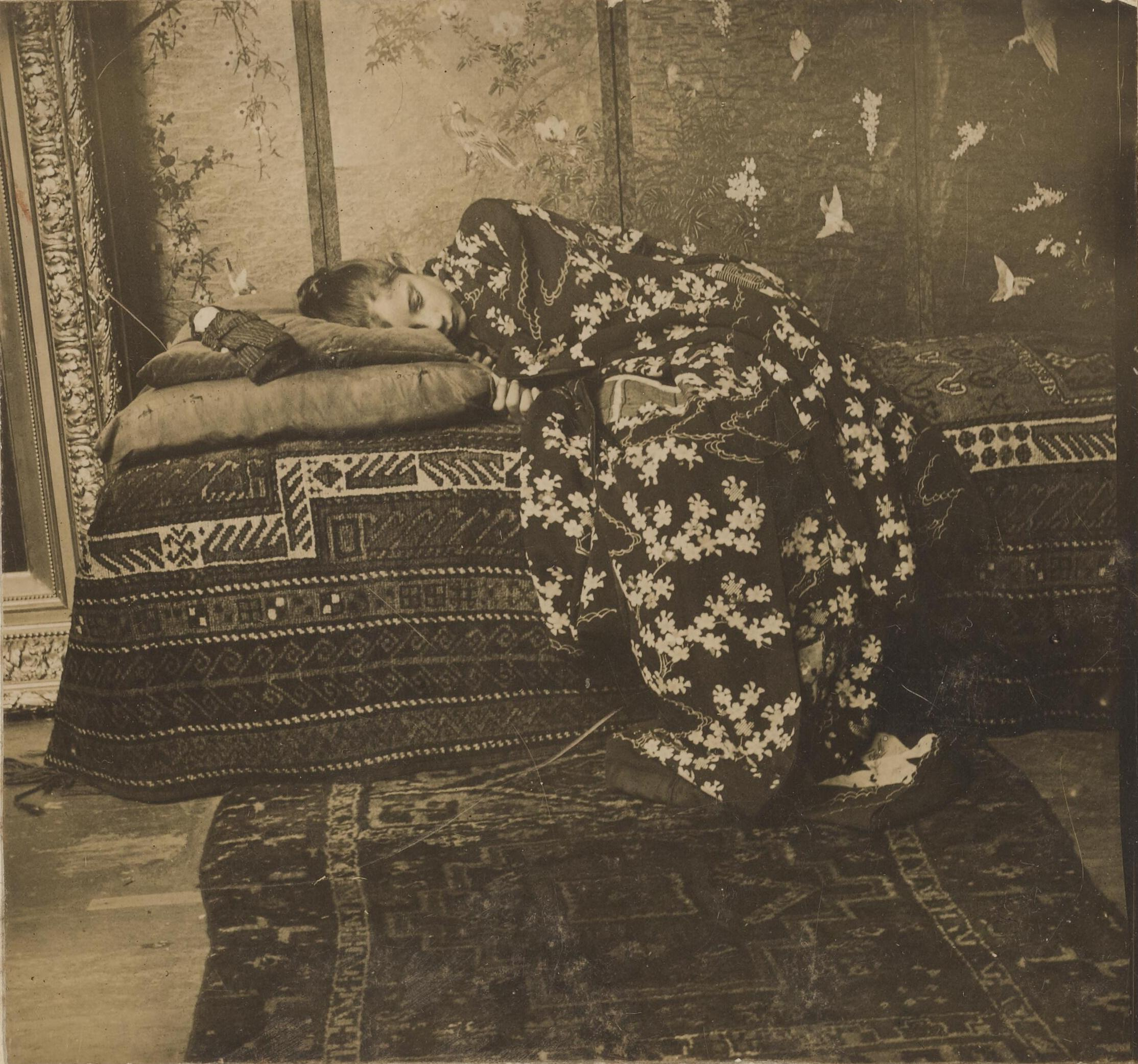
George Hendrik Breitner, Fille en kimono blanc (Geesje Kwak) dans l'atelier de Breitner, Lauriersgracht, Amsterdam, z.j., 12 1/4 x 15 1/4 pouces, Rijksbureau voor Kunsthistorische Documentatie, La Haye, Inv.nr. BR 2040.